# Elezioni generali in Honduras del 1985
Le elezioni generali in Honduras del 1985 si tennero il 24 novembre per l'elezione del Presidente e il rinnovo del Congresso nazionale.

## Risultati
| Liste                                       | Voti      | %     | Seggi | Ripartizione                | Ripartizione | Ripartizione | Ripartizione |
| Liste                                       | Voti      | %     | Seggi | Candidati                   | Voti         | %            | Seggi        |
| ------------------------------------------- | --------- | ----- | ----- | --------------------------- | ------------ | ------------ | ------------ |
| Partito Liberale dell'Honduras              | 786.594   | 51,02 | 67    | José Azcona del Hoyo        | 424.358      | 27,52        | 46           |
| Partito Liberale dell'Honduras              | 786.594   | 51,02 | 67    | Oscar Mejía Arellano        | 250.519      | 16,25        | 18           |
| Partito Liberale dell'Honduras              | 786.594   | 51,02 | 67    | Efraín Bu Girón             | 64.230       | 4,17         | 3            |
| Partito Liberale dell'Honduras              | 786.594   | 51,02 | 67    | Carlos Roberto Reina        | 43.373       | 2,81         | -            |
| Partito Liberale dell'Honduras              | 786.594   | 51,02 | 67    | Voti di lista               | 4.114        | 0,27         | -            |
| Partito Nazionale dell'Honduras             | 701.406   | 45,49 | 63    | Rafael Leonardo Callejas    | 656.882      | 42,60        | 63           |
| Partito Nazionale dell'Honduras             | 701.406   | 45,49 | 63    | Fernando Douglas Lardizabal | 22.163       | 1,44         | -            |
| Partito Nazionale dell'Honduras             | 701.406   | 45,49 | 63    | Juan Pablo Urrutia Raudales | 20.121       | 1,30         | -            |
| Partito Nazionale dell'Honduras             | 701.406   | 45,49 | 63    | Voti di lista               | 2.240        | 0,15         | -            |
| Partito Democratico Cristiano dell'Honduras | 30.173    | 1,96  | 2     | Hernan Corrales Padilla     | -            | -            | -            |
| Partito di Innovazione e Unità              | 23.705    | 1,54  | 2     | Enrique Aguilar Cerrato     | -            | -            | -            |
| Totale                                      | 1.541.878 |       | 134   |                             |              |              |              |